# Vladimir Ivković
Vladimir Ivković (Dubrovnik, 25 juli 1929) is een voormalig Joegoslavisch waterpolospeler.
Ivković begon zijn waterpolocarrière bij VK Jug Dubrovnik. Daarnaast kwam hij uit voor Partizan Beogrado.
Ivković nam tweemaal deel aan de Olympische Spelen in 1952 en 1956. Beide keren eindigde Joegoslavië op de tweede plaats. In 1952 speelde Ivkovic twee wedstrijden tijdens het Olympisch toernooi. Vier jaar later speelde hij eveneens twee wedstrijden.
Zdravko Kovačić · 
Veljko Bakašun · 
Ivo Štakula · 
Boško Vuksanović · 
Ivica Kurtini · 
Lovro Radonjić · 
Zdravko Ježić · 
Juraj Amšel · 
Vladimir Ivković · 
Marko Brainović · 
Dragoslav Šiljak
Ivo Cipci ·
Tomislav Franjković ·
Vladimir Ivković ·
Zdravko Jezić ·
Hrvoje Kačić ·
Zdravko Kovačić ·
Lovro Radonjić ·
Marijan Zuzej